# Ackland
Ackland is een historisch Brits motorfietsmerk.
De eigenaar van het bedrijf was William Ackland. De firma was gevestigd aan St. Mary’s Road in Southampton. Tussen 1895 en 1936 produceerde men daar fietsen.
In 1919 begon Ackland met de productie van motorfietsen. Hij gebruikte daar componenten van toeleveranciers voor. Dat was in de periode kort na de Eerste Wereldoorlog vrij gebruikelijk, vooral onder bedrijven die hun productiemiddelen en personeel niet meer konden inzetten voor de oorlogsproductie én voor rijwielfabrikanten, die erg veel concurrentie ondervonden van geïmporteerde fietsen. Meestal koos men de goedkope tweetakt inbouwmotoren van Villiers Engineering, maar Ackland gebruikte de duurdere zware V-twins van John Prestwich. De productie duurde van 1919 tot 1924. In het begin van de jaren twintig ging het Verenigd Koninkrijk al gebukt onder een depressie en grote mijnstakingen, waardoor het publiek niet veel interesse had in dure motorfietsen. 